# BANG! BANG! ZIP!
BANG! BANG! ZIP!（バン!バン!ジップ!）は、ZIP-FMで放送されていたラジオ番組である。2009年4月放送開始、2013年3月放送終了。

## 概要
コンセプトは「人とのコミュニケーション」。最新のエンターテイメント情報や街の情報を音楽とともに紹介していた。コーナーのスポンサーなど2009年3月まで放送されていた前番組「AFTERNOON MUSE」を引き継いでいるが、番組のテイストは一変している。
2013年3月28日をもって終了した。後番組は『SMILE HEART BEAT』。

## 出演者
- 落合健太郎

## タイムテーブル
| 時間          | コーナー                                                                                              |
| ------------- | --- |
| 14:15         | Traffic Information                                                                                   |
| 14:30         | 何BANG番                                                                                              |
| 14:47         | BANG BANG QUIZ                                                                                        |
| 15:00 - 15:20 | SURE SHOT                                                                                             |
| 15:43         | Headline News                                                                                         |
| 15:45         | Traffic Information                                                                                   |
| 16:00 - 16:30 | スギ薬局 HITS MASTER                                                                                  |
| 16:38         | SUPER GIRL                                                                                            |
| 16:43         | Weather Information （このコーナー前にInformationを担当しているアナウンサーとのクロストークがある。） |
| 16:45         | Traffic Information                                                                                   |
| 16:51頃       | BEATNIK JUNCTION予告                                                                                  |
| 16:59         | エンディング、TIME SIGNALを挟みBEATNIK JUNCTIONに接続                                                 |

曜日限定
- 14:41-14:58 VABEL SPARKLES MIX（木曜日）

## 主なコーナー
何BANG番
エンターテイメントなどの話題から数字にまつわるエピソードを紹介。
BANG BANG QUIZ
エンターテイメント、海外の話題をクイズ形式で出題。電話に出演し、正解したリスナーには500円分のクオカードが進呈される。ただし、不正解の場合は次の回に繰り越される。
SURE SHOT
話題のアーティストや新譜を紹介するコーナー。
HITS MASTER
CDセールスなどの音楽ランキングやそのほか各種ランキングを紹介。なお、音楽ランキングでは局の方針でジャニーズ事務所のアーティストがチャートインしても別のBGMをオンエアしている。スポンサーのスギ薬局は前番組「AFTERNOON MUSE」の「CATCH THE HITS」から引き継がれている。
SUPER GIRL
「9153」のねねによる人生相談などのコーナー。コーナーのBGMにThe Royal Teensの『Short Shorts』が使用されている。